# Ouled Rechache
Ouled Rechache è un comune dell'Algeria, situato nella provincia di Khenchela.